# Dichapetalum beilschmiedioides
Dichapetalum beilschmiedioides är en tvåhjärtbladig växtart som beskrevs av Franciscus Jozef Breteler. Dichapetalum beilschmiedioides ingår i släktet Dichapetalum och familjen Dichapetalaceae. Inga underarter finns listade i Catalogue of Life.